# Дворец культуры и науки
Дворец культуры и науки (пол. Pałac Kultury i Nauki, часто сокращают как PKiN или, в просторечии, «Пекин») — высотное здание в Варшаве. Расположено в центре города на площади Парадов.
Построено по образцу так называемых «сталинских высоток» (и до 1956 года так и называлось, название «Дворец культуры и науки» здание получило в 1956 году) в качестве подарка Советского Союза польскому народу (возведено на советские деньги советскими и польскими строителями), и из-за внешнего вида он очень напоминает МГУ. Сегодня небоскрёб выполняет функции офисного здания и выставочного центра, является штаб-квартирой ряда компаний и государственных учреждений. Кроме того, в нём находятся музеи, кинозалы, театры, рестораны, книжные магазины, бассейны, научные институты и выставочные пространства.

## История

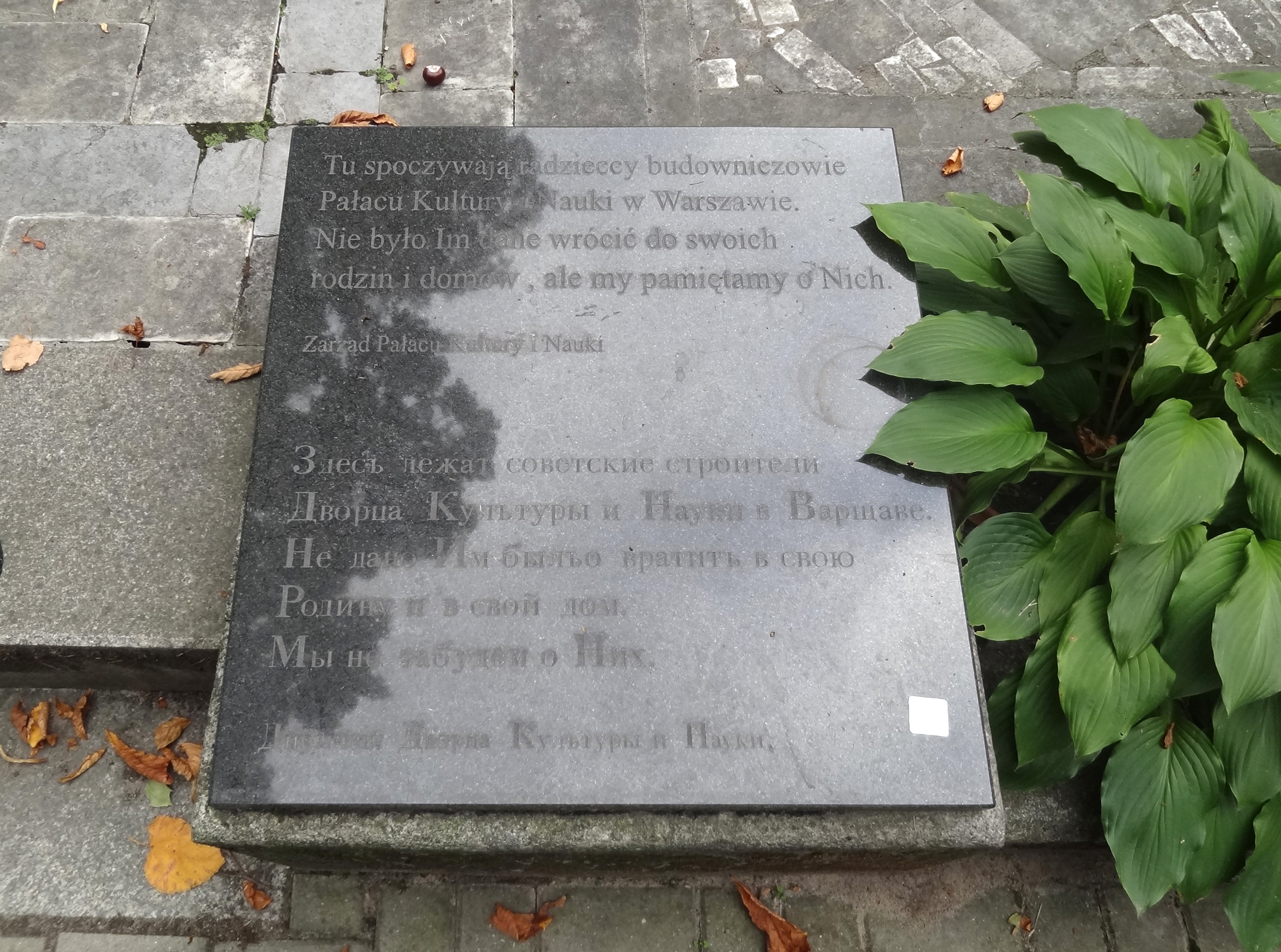
Информационная доска на польском и русском языках на участке с могилами советских строителей Дворца на Православном кладбище в Варшаве

Возводилось со 2 мая 1952 года по 22 июля 1955 года силами 3500 советских рабочих, которых поселили в специально для них построенном районе с кинотеатром, столовой, клубом и бассейном. Во время строительства в результате несчастных случаев погибло 16 человек. Здание первоначально называлось «Дворцом культуры и науки имени И. В. Сталина». Автор проекта — советский архитектор Лев Руднев. Здание представляет собой смесь стилей сталинского неоампира и польского историзма.
Архитектор Л. Руднев хотел, чтобы здание было в польском стиле, поэтому побывал в таких известных городах, как Краков, Хелм, Замосць, чтобы собрать необходимую информацию и познакомиться с польской архитектурой. Вместе со своими сотрудниками он создал пять проектов. Поляки выбрали проект 120-метрового здания, но притязания строительного коллектива были значительно больше, что позволило им построить здание гораздо выше.
Высота 42-этажного небоскрёба составляет 187,68 м, вместе со шпилем — 237 м.
Здание имеет 3288 комнат.
Площадь — 123 084 м², внутренний объём — 817 000 м³.
Для постройки было использовано 40 миллионов кирпичей.
Строительству этого здания был посвящён памятный нагрудный знак.
На 30-м этаже здания (на высоте 114 метров) имеется свободная для посещения терраса со смотровой площадкой, откуда открывается панорама города. Одно время у неё была дурная слава — в 1956 году началась серия самоубийственных прыжков с неё: первым прыгнул француз, потом — ещё семеро поляков; после этих инцидентов террасу огородили решеткой.
В музее выставлены уникальные коллекции произведений из стекла, а в планетарии можно посмотреть на звёзды.
После 1989 года, в период охлаждения отношений Польши и СССР, из главного вестибюля дворца была убрана бронзовая скульптура работы Алины Шапошниковой, изображающая двух строителей Дворца культуры — поляка и советского гражданина с флагом в руке. 

В феврале 2007 года Дворец культуры и науки был внесён в реестр архитектурных памятников. В настоящее время здание находится в собственности мэрии Варшавы. Объектом управляет транспортная компания «Zarząd Pałacu Kultury i Nauki» Sp. z o. o. 

В 2009 году, когда Европа отмечала 20-летие падения Берлинской стены, глава МИД Польши Радослав Сикорский предложил снести здание как символ сталинизма. В одном из своих выступлений он заявил, что поляки должны разрушить Дворец культуры в Варшаве так же, как немцы разрушили Берлинскую стену.

## Архитектура
Основой для архитектурного решения дворца послужили проекты строившихся в Москве высотных зданий, в частности, главного здания МГУ и административного здания в Зарядье.
Советские архитекторы побывали в таких известных польских городах, как Краков, Хелм, Замосць, чтобы собрать необходимую информацию и познакомиться с польской архитектурой. Дворец культуры и науки, помимо черт, присущих сталинской архитектуре, имеет и национальные польские черты. Прототипом для оформления завершения башни послужила башня ратуши в Кракове. В деталях прослеживается сходство с аттиками Суконных рядов в Кракове и городского рынка в Казимеже.
В подземной части дворца расположены два уровня подвалов по пять метров в высоту.

## Использование
Сегодня небоскрёб выполняет функции офисного здания и выставочного центра, является штаб-квартирой ряда компаний и государственных учреждений.
Сейчас здесь находятся четыре театра, четыре музея (в том числе музей техники), Польская академия наук, научные институты, Дворец молодежи, где учащиеся могут заниматься спортом и творчеством, бассейн (самый глубокий в Польше) и многие другие учреждения. В ночное время суток дворец подсвечивается прожекторами.
Кроме того, в нём находятся сеть кинотеатров, рестораны, книжные магазины, выставочные пространства и самый большой в Польше конференц-зал, рассчитанный почти на 3 тыс. человек.
В настоящий момент Дворец культуры и науки — это один из самых известных и больших культурно-выставочных центров в стране, здесь располагается Варшавский конгресс-центр с 40 конференционно-треннинговыми залами для разного количества участников (от 20 до 3 тыс. человек) для проведения мероприятий, системы аудиовизуального оборудования, системы синхронного перевода, телекоммуникационные услуги, парковка с наблюдением для 100 автомобилей.

## Галерея

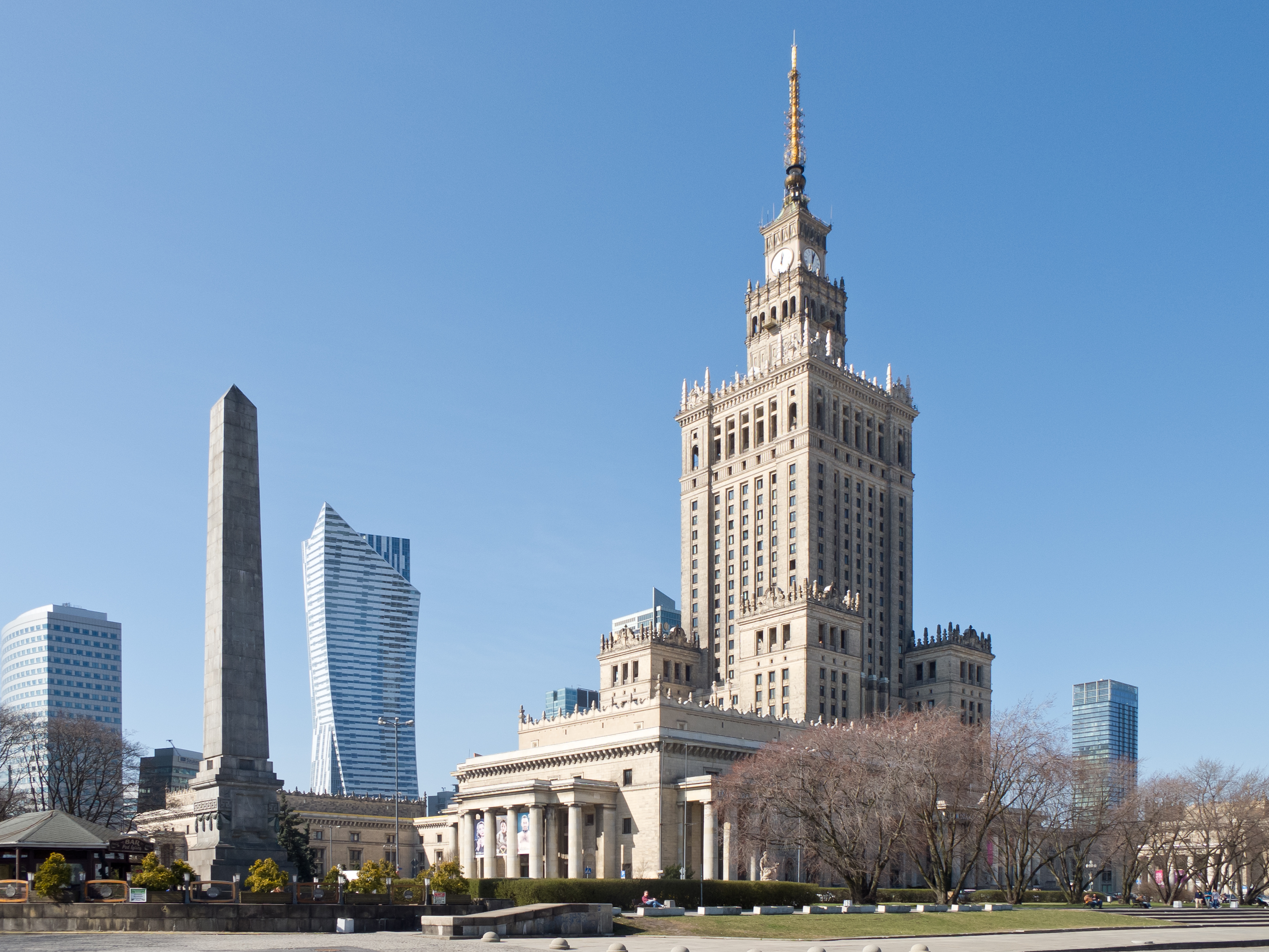
Дворец сегодня
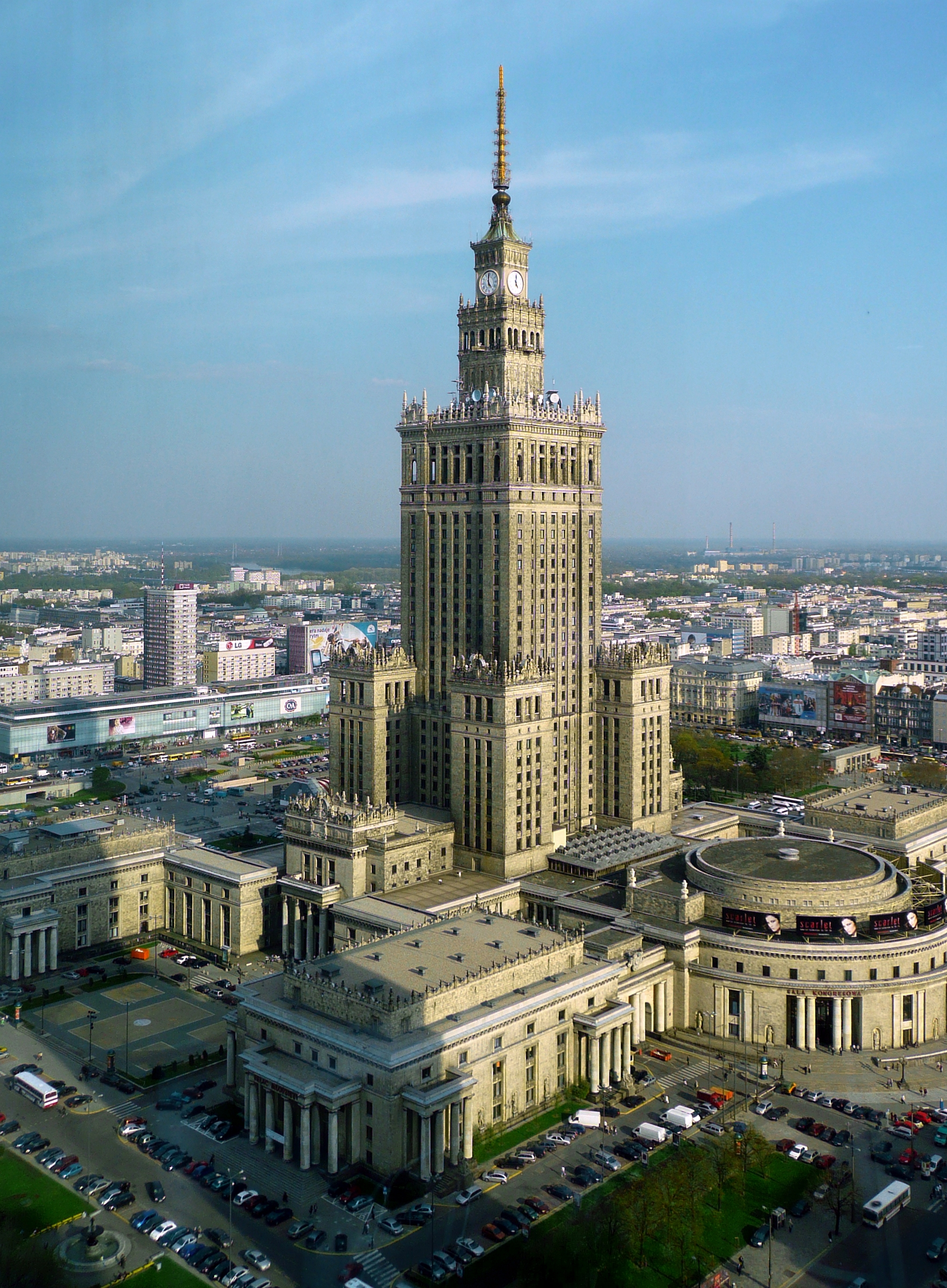
Вид сверху
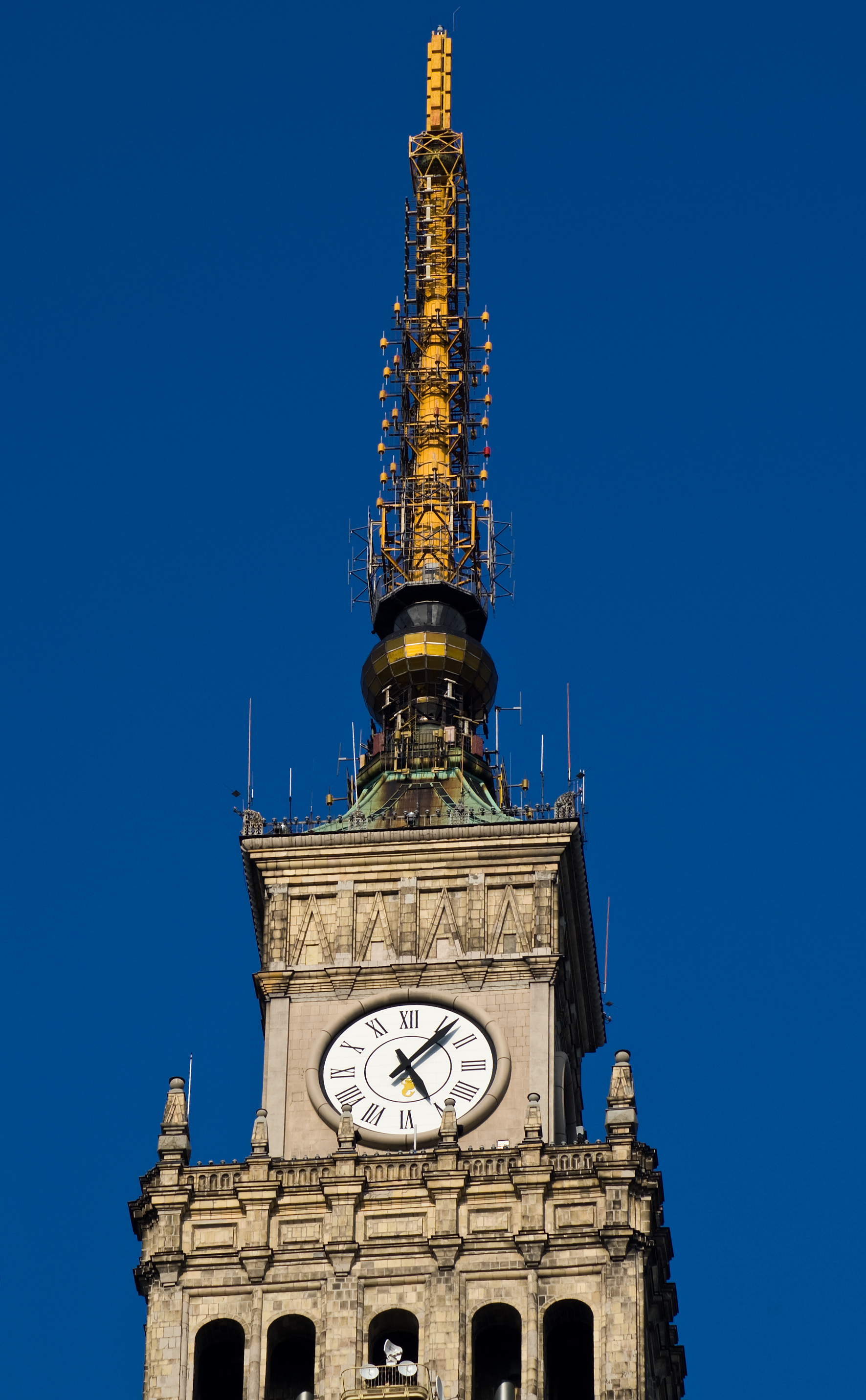
Верхушка
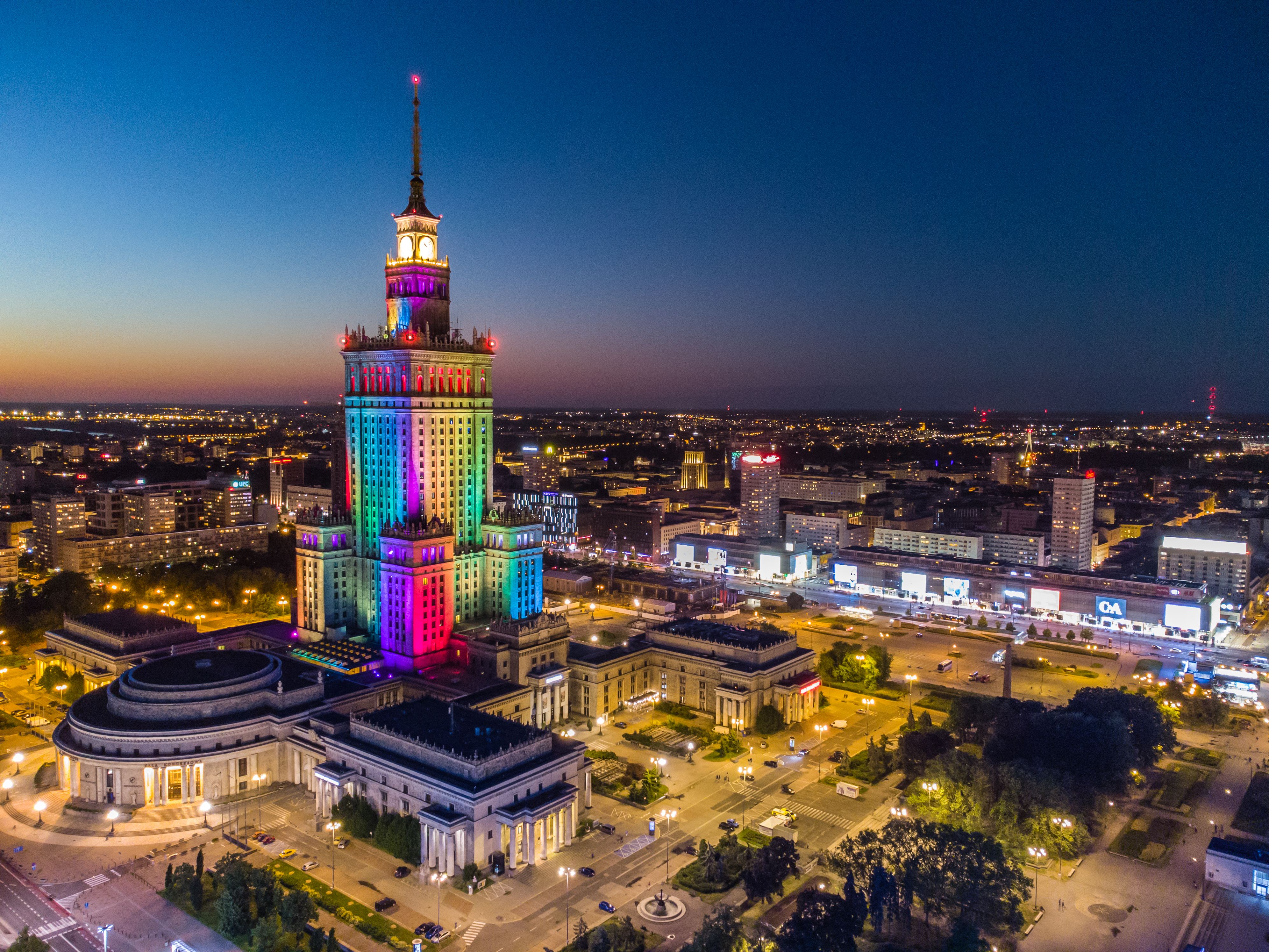
Дворец ночью
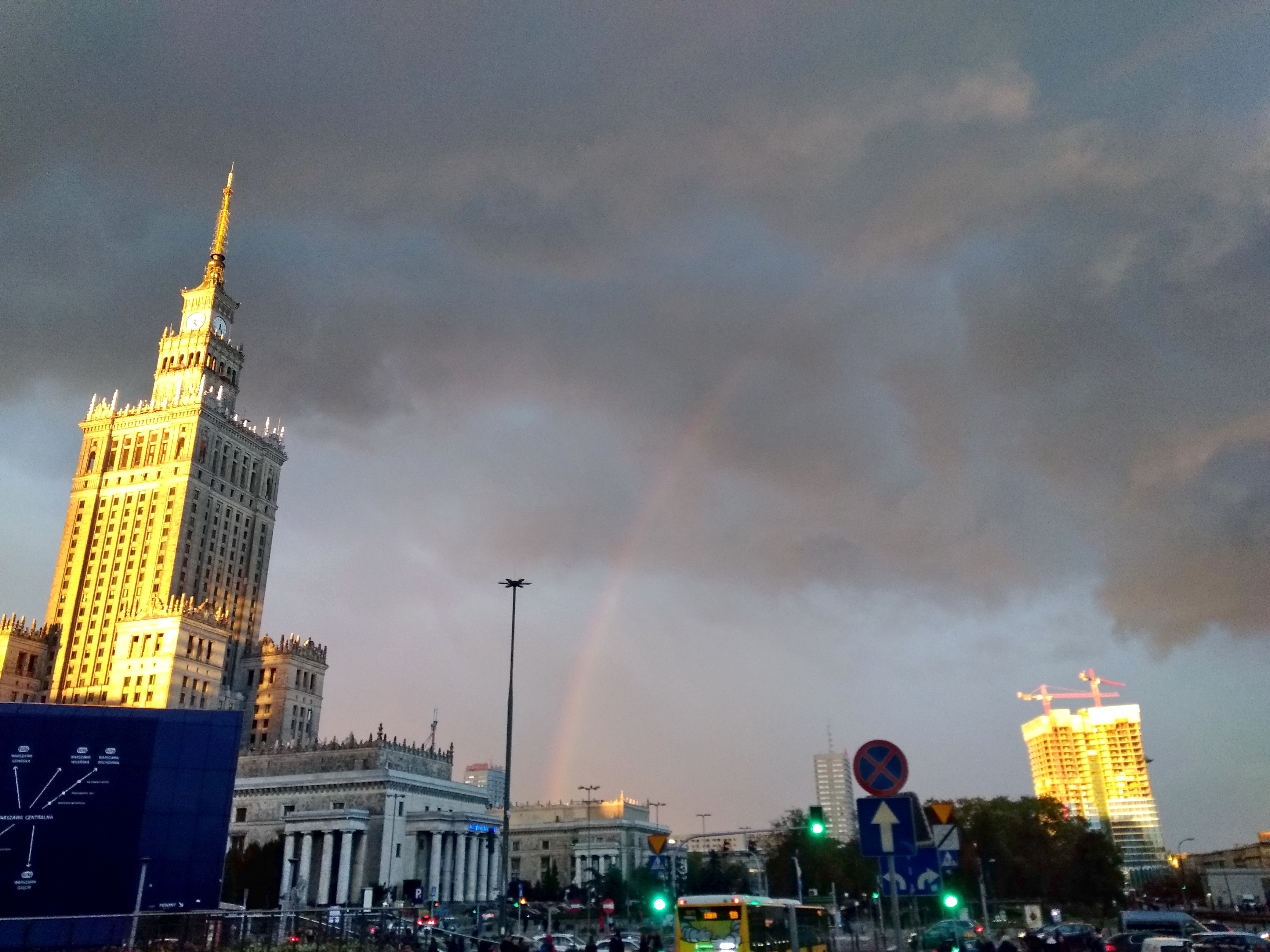
Радуга возле Дворца
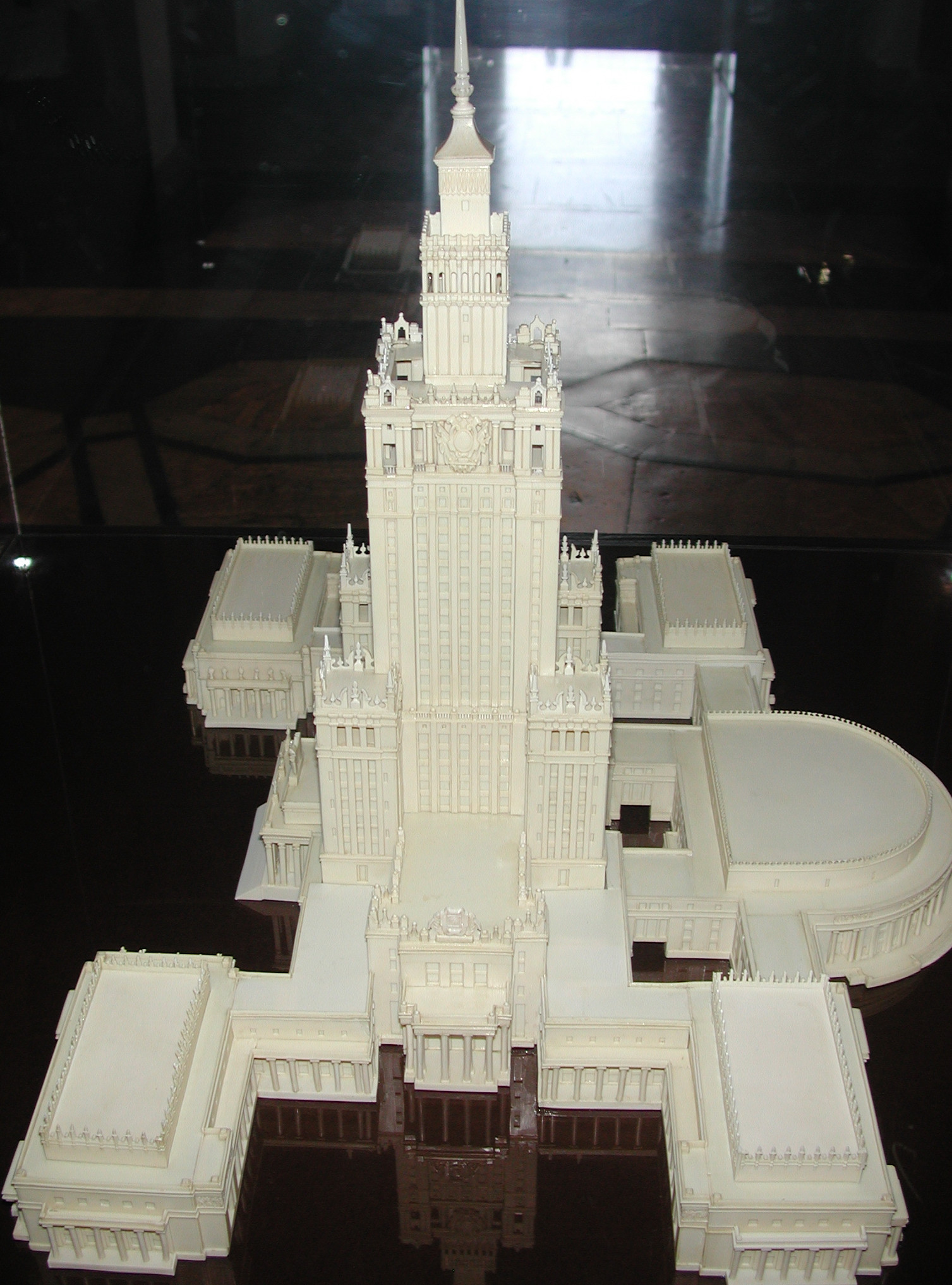
Макет
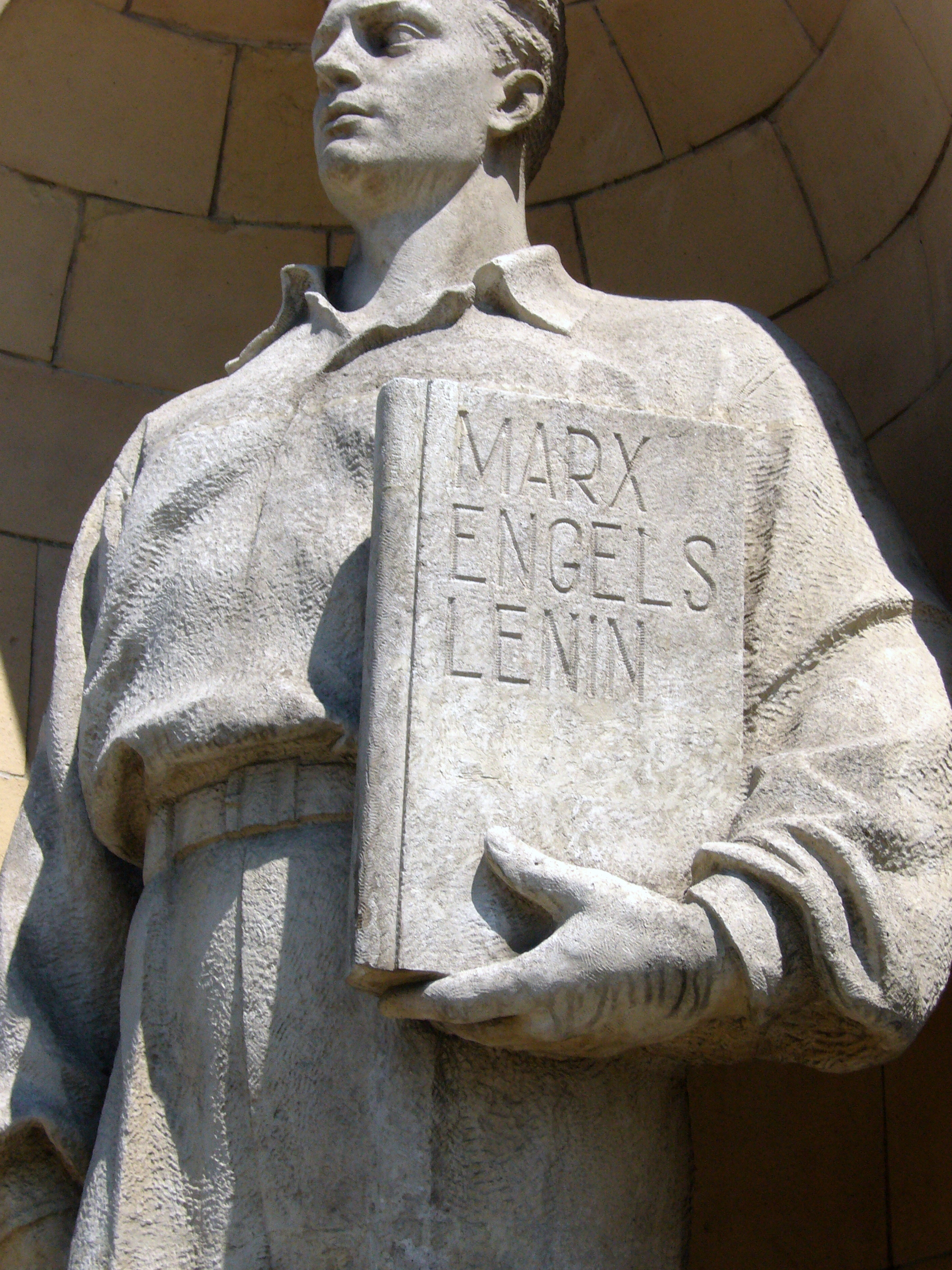
Статуя на фасаде. Имя Сталина затёрто
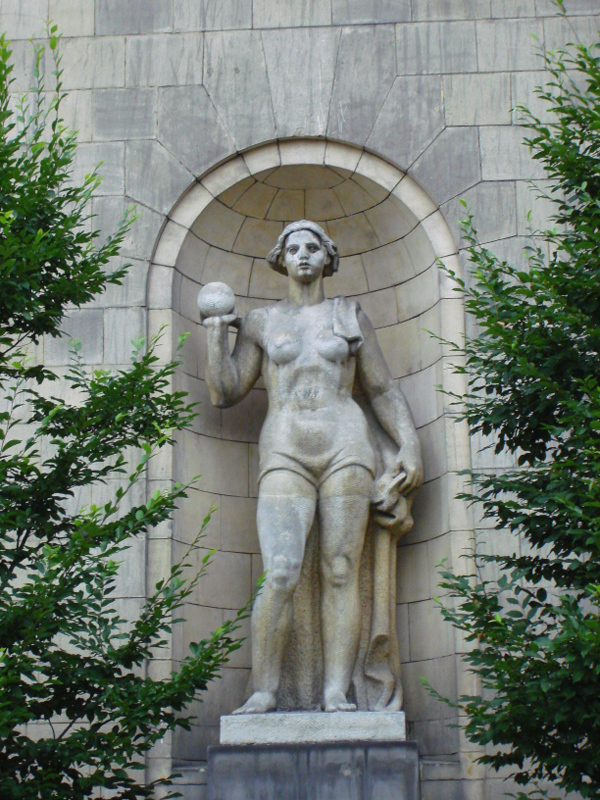
Статуя спортсменки на фасаде
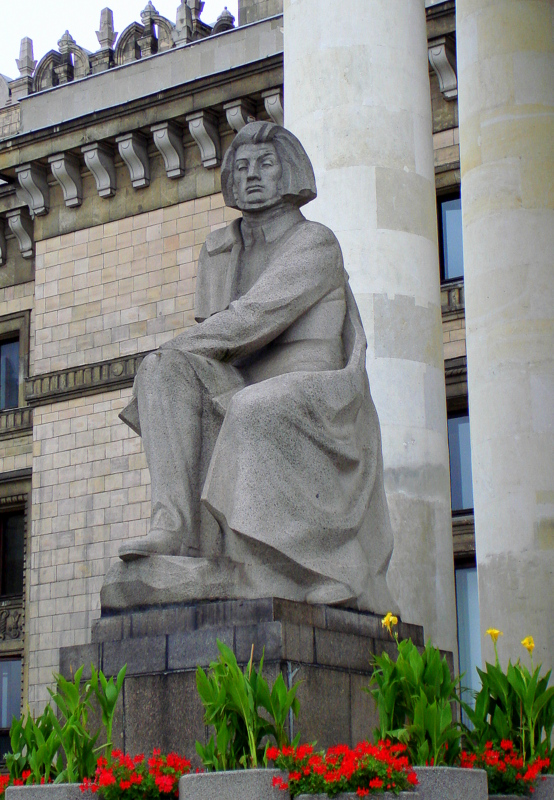
Памятник Адаму Мицкевичу
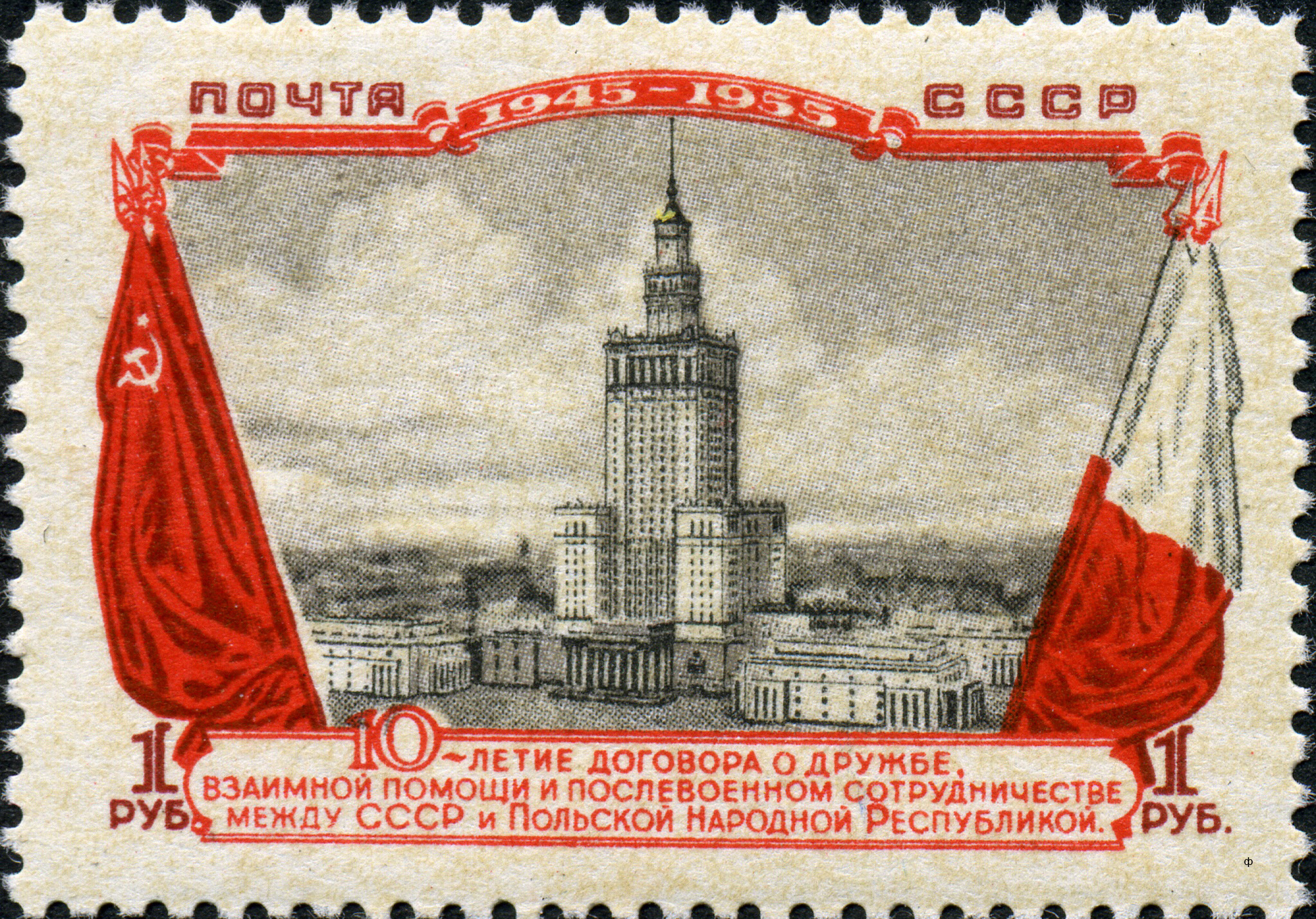
Почтовая марка СССР, 1955 год